# Kim Chun-ho
Kim Chun-ho (kor. 김 춘호; ur. 8 października 1964) – południowokoreański zapaśnik w stylu wolnym. Olimpijczyk z  Barcelony 1992, gdzie zajął jedenaste miejsce w kategorii 57 kg.
Piąty na mistrzostwach świata w 1990.